# 大野さき
大野 さき（おおの さき、2012年12月9日 - ）は、日本の子役、女優、モデル。
サイン所属。本名および別名義：大野 冴姫（読み同じ）。
天才てれびくんや様々なテレビにも出演中。

## 略歴
小学生向けファッション誌『ニコ☆プチ』の別冊『ニコ☆プチKIDS』やCMに出演。
子役としてNHKの2022年度後期連続テレビ小説『舞いあがれ!』でヒロインの友人・望月久留美の幼少期を演じて注目を集める。

## 人物
- 特技は、歌、ダンス、バレエ、ピアノ。

## 出演

### テレビドラマ
- 連続テレビ小説 舞いあがれ！（2022年10月3日 - 、NHK） - 望月久留美（幼少期）役

### バラエティ番組
- 天才てれびくん　(2023年4月3日 - 、NHK Eテレ)　- てれび戦士 ※大野冴姫 名義

### 映画
- 日英合作映画「Cottontail」 主人公子供時代
- 神様待って!お花が咲くから（2023年）

### CM
- アサヒ飲料
  - 「ｗelch's」（2018年 - 2019年）
  - 十六茶「アサヒ十六茶 - 十六茶家族物語」 - 姪 役（2019年）
- イオン「イオンの入学」（2019年 - 2020年）
- 積水ハウス「おひさまハイム」（2019年）
- UR都市機構（2020年6月 - 、BS-TBS）
- 日本マクドナルド マックデリバリー（2020年11月 - ）
- 日本政府観光局/JNTO 2020AW(Non Season) キャンペーン ヴィジュアル・メッセージムービー（2021年1月）
- イオントップバリュ トップバリュ「トップバリュメインブランド」（2022年9月 - ）

### 雑誌
- ニコ☆プチKIDS（新潮社）KIDSモデル レギュラー（2019年2月 - ）
- たのしい幼稚園（講談社）（2018年10月 - 2019年4月）